# Dinge-dong
Dinge-dong is de Nederlandse en Ding-a-dong de Engelse titel van het winnende lied van het Eurovisiesongfestival van 1975 in Stockholm. Het nummer werd gespeeld door de band Teach-In, die Nederland op het festival vertegenwoordigde.
Het nummer werd geschreven door Dick Bakker (muziek) met Will Luikinga (95%) en Eddy Ouwens (5% van de tekst).

## Achtergrond
Dinge-dong won eerst op het Nationaal Songfestival van 1975. De selectieprocedure bestond er dit jaar uit dat eerst het nummer werd geselecteerd en vervolgens de artiest(en) die het nummer het beste kon(den) uitvoeren. Teach-In won in deze verkiezing van Albert West en Debbie, waardoor deze band Nederland met dit nummer mocht vertegenwoordigen op het Eurovisie Songfestival.
De loting bepaalde dat Nederland het festival mocht openen. Ditmaal wisten de Nederlanders de eerste plaats te bemachtigen, met een score van 152 punten. Het werd een nek-aan-nekrace tussen Nederland en het Verenigd Koninkrijk, dat The Shadows, de band die in de jaren ervoor Cliff Richard had begeleid, naar Stockholm had gestuurd met Let me be the one, een sterk nummer in Beatlesstijl. Deze gevestigde band werd als grote kanshebber gezien: de band had al succes en roem vergaard en had veel ervaring met optreden. Nadat de Britten hun 12 punten aan Nederland hadden gegeven, werd een Nederlandse overwinning echter zeer waarschijnlijk. De andere landen die Teach-In 12 punten gaven waren Noorwegen, Malta, Israël, Spanje en Zweden. Pas na de stemming door Zweden, het een na laatste land, was Nederland niet meer in te halen. The Shadows eindigden op de tweede plaats met 138 punten. De Nederlandse overwinning betekende dat Teach-In de show niet alleen opende, maar ook sloot.
Op het festival kwam de band met de Engelstalige versie Ding-a-dong en niet met Dinge-dong in het Nederlands. Het was voor de tweede maal in de geschiedenis van het songfestival dat een winnend lied niet in de landstaal, maar in het Engels werd gezongen (de eerste keer was Waterloo van ABBA geweest, het jaar ervoor). Verder heeft Teach-In ook een Duitse versie uitgebracht. Nog hetzelfde jaar waren er twee zangeressen die het lied coverden: Rika Zaraï in het Frans met de titel Petit Train en Füsun Önal in het Turks met de titel Söyleyin Arkadaslar.
Willem van Kooten van de muziekuitgeverij wist van tevoren al dat het ging scoren bij de top 3. Hij had op de gedrukte versie al "Eurovisie winnaar" laten afdrukken. Mocht Teach-In niet winnen, dan kon hij als uitvlucht gebruiken, dat er geen "Eurovisie Songfestival" stond. Dick Bakker kon van de inkomsten een zwembad naast zijn woning laten aanleggen.
Sinds Dinge-dong heeft Nederland na 44 jaar in 2019 weer een winnend lied gekend, Arcade van Duncan Laurence.

## Tekst
De inhoud van het lied verschilt sterk tussen de Nederlandse en de Engelse versie. In de Nederlandstalige versie slaat de klok in het refrein daadwerkelijk op de tijd die verstrijkt. Het nummer verhaalt over een (liefdes)relatie waarin de partner nachtenlang wegblijft, terwijl de ik-persoon op hem of haar wacht ("urenlang al die nachten, bleef ik op je wachten, eerst van tikke-tak en toen ding-dang-dong"). De Engelstalige tekst is daarentegen weinigzeggend. Festivalkenner Kennedy O'Connor beschreef dit onomwonden als volgt: "De tekst van het liedje was tamelijk belachelijk, met een refrein waarin de luisteraar wordt aangemoedigd om elk uur een bloem te plukken en daarbij te 'ding-a-dongen, zelfs als je geliefde er van-door, door, door is'." De melodie vond hij daarentegen buitengewoon aanstekelijk.
De tekst leverde in 2015 nog een geschil op tussen zangeres Kaspers en Luikinga. Kaspers vond de tekst inhoudelijk te mager en soms onbegrijpelijk, Luikinga reageerde er laconiek op. Hem was destijds gevraagd een winnend liedje te schrijven en dat was gelukt.

## Bezetting
- Getty Kaspers
- Ard Weeink
- Chris de Wolde
- John Gaasbeek
- Koos Versteeg
- Rudi Nijhuis

## Uitslag Eurovisiesongfestival 1975
| Notering | Nummer            | Artiest            | Land                | Score | Volgorde van opkomst |
| -------- | ----------------- | ------------------ | ------------------- | ----- | -------------------- |
| 1        | Dinge-dong        | Teach-In           | Nederland           | 152   | 1                    |
| 2        | Let me be the one | The Shadows        | Verenigd Koninkrijk | 138   | 9                    |
| 3        | Era               | Wess & Dori Ghezzi | Italië              | 115   | 19                   |

## Hitnoteringen

### Nederlandse Top 40
| Hitnotering: 15-03-1975 t/m 26-04-1975 | Hitnotering: 15-03-1975 t/m 26-04-1975 | Hitnotering: 15-03-1975 t/m 26-04-1975 | Hitnotering: 15-03-1975 t/m 26-04-1975 | Hitnotering: 15-03-1975 t/m 26-04-1975 | Hitnotering: 15-03-1975 t/m 26-04-1975 | Hitnotering: 15-03-1975 t/m 26-04-1975 | Hitnotering: 15-03-1975 t/m 26-04-1975 | Hitnotering: 15-03-1975 t/m 26-04-1975 |
| Week:                                  | 1                                      | 2                                      | 3                                      | 4                                      | 5                                      | 6                                      | 7                                      |                                        |
| -------------------------------------- | -------------------------------------- | -------------------------------------- | -------------------------------------- | -------------------------------------- | -------------------------------------- | -------------------------------------- | -------------------------------------- | -------------------------------------- |
| Positie:                               | 14                                     | 6                                      | 3                                      | 3                                      | 7                                      | 16                                     | 29                                     | uit                                    |

### NederlandseNationale Hitparade
| Hitnotering: 08-03-1975 t/m 26-04-1975 | Hitnotering: 08-03-1975 t/m 26-04-1975 | Hitnotering: 08-03-1975 t/m 26-04-1975 | Hitnotering: 08-03-1975 t/m 26-04-1975 | Hitnotering: 08-03-1975 t/m 26-04-1975 | Hitnotering: 08-03-1975 t/m 26-04-1975 | Hitnotering: 08-03-1975 t/m 26-04-1975 | Hitnotering: 08-03-1975 t/m 26-04-1975 | Hitnotering: 08-03-1975 t/m 26-04-1975 | Hitnotering: 08-03-1975 t/m 26-04-1975 |
| Week:                                  | 1                                      | 2                                      | 3                                      | 4                                      | 5                                      | 6                                      | 7                                      | 8                                      |                                        |
| -------------------------------------- | -------------------------------------- | -------------------------------------- | -------------------------------------- | -------------------------------------- | -------------------------------------- | -------------------------------------- | -------------------------------------- | -------------------------------------- | -------------------------------------- |
| Positie:                               | 29                                     | 9                                      | 5                                      | 3                                      | 3                                      | 5                                      | 24                                     | 30                                     | uit                                    |

### VlaamseRadio 2 Top 30
| Hitnotering: (Week 1 t/m 6) 29-03-1975 t/m 03-05-1975 Hitnotering: (Week 7 t/m 8) 17-05-1975 t/m 24-05-1975 | Hitnotering: (Week 1 t/m 6) 29-03-1975 t/m 03-05-1975 Hitnotering: (Week 7 t/m 8) 17-05-1975 t/m 24-05-1975 | Hitnotering: (Week 1 t/m 6) 29-03-1975 t/m 03-05-1975 Hitnotering: (Week 7 t/m 8) 17-05-1975 t/m 24-05-1975 | Hitnotering: (Week 1 t/m 6) 29-03-1975 t/m 03-05-1975 Hitnotering: (Week 7 t/m 8) 17-05-1975 t/m 24-05-1975 | Hitnotering: (Week 1 t/m 6) 29-03-1975 t/m 03-05-1975 Hitnotering: (Week 7 t/m 8) 17-05-1975 t/m 24-05-1975 | Hitnotering: (Week 1 t/m 6) 29-03-1975 t/m 03-05-1975 Hitnotering: (Week 7 t/m 8) 17-05-1975 t/m 24-05-1975 | Hitnotering: (Week 1 t/m 6) 29-03-1975 t/m 03-05-1975 Hitnotering: (Week 7 t/m 8) 17-05-1975 t/m 24-05-1975 | Hitnotering: (Week 1 t/m 6) 29-03-1975 t/m 03-05-1975 Hitnotering: (Week 7 t/m 8) 17-05-1975 t/m 24-05-1975 | Hitnotering: (Week 1 t/m 6) 29-03-1975 t/m 03-05-1975 Hitnotering: (Week 7 t/m 8) 17-05-1975 t/m 24-05-1975 | Hitnotering: (Week 1 t/m 6) 29-03-1975 t/m 03-05-1975 Hitnotering: (Week 7 t/m 8) 17-05-1975 t/m 24-05-1975 | Hitnotering: (Week 1 t/m 6) 29-03-1975 t/m 03-05-1975 Hitnotering: (Week 7 t/m 8) 17-05-1975 t/m 24-05-1975 |
| Week: | 1 | 2 | 3 | 4 | 5 | 6 | | 7 | 8 | |
| --- | --- | --- | --- | --- | --- | --- | --- | --- | --- | --- |
| Positie: | 7 | 5 | 4 | 4 | 4 | 9 | uit | 29 | 21 | uit |

### NPO Radio 2 Top 2000
| Nummer met noteringen in de NPO Radio 2 Top 2000 | '99  | '00  | '01  | '02  | '03  | '04  | '05  |
| ------------------------------------------------ | ---- | ---- | ---- | ---- | ---- | ---- | ---- |
| Dinge-dong                                       | 1335 | 1206 | 1719 | 1761 | 1913 | 1953 | 1978 |

1. ↑  Een vetgedrukt getal geeft de hoogste notering aan.
2. ↑  Deze tabel is bijgewerkt tot en met de laatste editie (2024).

## Covers
- 1975: Petit Train, door de Franse zangeres Rika Zaraï
- 1975: Söyleyin Arkadaşlar, door de Turkse zangeres Füsun Önal
- 1997: Ding-a-dong, discoversie van de Nederlandse band 4 Tune Fairytales
- 1998: Ding-a-dong, door Edwyn Collins
- 2005: Ding-a-dong, rockversie van de Nederlandse band Patatje Metal
- 2009: Ding-a-dong, door de Duitse band Befour
- 2014: Dinge dong, door  Jan Smit
- 2021: Ding-a-dong, door UNITY (cd Songfestival Nederlandse trots in een nieuw jasje)
- 2021: Ding-a-dong, door Yvar
- 2024: Ding-a-dong, door 1984 & Dana Winner
- 2025: Dinge dong, door MAUD (in Talent-Unplugged)
- 2025: Ding-a-dong, the sun is up in the sky, door Getty Kaspers

1956: De vogels van Holland / Voorgoed voorbij · 1957: Net als toen · 1958: Heel de wereld · 1959: 'n Beetje · 1960: Wat een geluk · 1961: Wat een dag · 1962: Katinka · 1963: Een speeldoos · 1964: Jij bent mijn leven · 1965: 't Is genoeg · 1966: Fernando en Filippo · 1967: Ring-dinge-ding · 1968: Morgen · 1969: De troubadour · 1970: Waterman · 1971: Tijd · 1972: Als het om de liefde gaat · 1973: De oude muzikant · 1974: Ik zie een ster · 1975: Ding-a-dong · 1976: The party's over · 1977: De mallemolen · 1978: 't Is O.K. · 1979: Colorado · 1980: Amsterdam · 1981: Het is een wonder · 1982: Jij en ik · 1983: Sing me a song · 1984: Ik hou van jou · 1986: Alles heeft ritme · 1987: Rechtop in de wind · 1988: Shangri-la · 1989: Blijf zoals je bent · 1990: Ik wil alles met je delen · 1992: Wijs me de weg · 1993: Vrede · 1994: Waar is de zon · 1996: De eerste keer · 1997: Niemand heeft nog tijd · 1998: Hemel en aarde · 1999: One good reason · 2000: No goodbyes · 2001: Out on my own · 2003: One more night · 2004: Without you · 2005: My impossible dream · 2006: Amambanda · 2007: On top of the world · 2008: Your heart belongs to me · 2009: Shine · 2010: Ik ben verliefd (sha-la-lie) · 2011: Never alone · 2012: You and me · 2013: Birds · 2014: Calm after the storm · 2015: Walk along · 2016: Slow down · 2017: Lights and shadows · 2018: Outlaw in 'em · 2019: Arcade · 2020: Grow · 2021: Birth of a new age · 2022: De diepte · 2023: Burning daylight · 2024: Europapa
1956: Refrain · 
1957: Net als toen · 
1958: Dors, mon amour · 
1959: 'n Beetje · 
1960: Tom Pillibi · 
1961: Nous les amoureux · 
1962: Un premier amour · 
1963: Dansevise · 
1964: Non ho l'età · 
1965: Poupée de cire, poupée de son · 
1966: Merci, chérie · 
1967: Puppet on a string · 
1968: La la la · 
1969: Un jour, un enfant, De troubadour, Vivo cantando, Boom bang-a-bang · 
1970: All kinds of everything · 
1971: Un banc, un arbre, une rue · 
1972: Après toi · 
1973: Tu te reconnaîtras · 
1974: Waterloo · 
1975: Ding-a-dong · 
1976: Save your kisses for me · 
1977: L'oiseau et l'enfant · 
1978: A-ba-ni-bi · 
1979: Hallelujah · 
1980: What's another year · 
1981: Making your mind up · 
1982: Ein bißchen Frieden · 
1983: Si la vie est cadeau · 
1984: Diggi-loo diggi-ley · 
1985: La det swinge · 
1986: J'aime la vie · 
1987: Hold me now · 
1988: Ne partez pas sans moi · 
1989: Rock me · 
1990: Insieme: 1992 · 
1991: Fångad av en stormvind · 
1992: Why me? · 
1993: In your eyes · 
1994: Rock 'n' roll kids · 
1995: Nocturne · 
1996: The voice · 
1997: Love shine a light · 
1998: Diva · 
1999: Take me to your heaven · 
2000: Fly on the wings of love · 
2001: Everybody · 
2002: I wanna · 
2003: Everyway that I can · 
2004: Wild dances · 
2005: My number one · 
2006: Hard rock hallelujah · 
2007: Molitva · 
2008: Believe · 
2009: Fairytale · 
2010: Satellite · 
2011: Running scared · 
2012: Euphoria · 
2013: Only teardrops · 
2014: Rise like a phoenix · 
2015: Heroes · 
2016: 1944 · 
2017: Amar pelos dois · 
2018: Toy · 
2019: Arcade · 
2021: Zitti e buoni · 
2022: Stefania · 
2023: Tattoo · 
2024: The code